# Confluphyllia
Genre
Confluphyllia est un genre de coraux durs de la famille des Caryophylliidae.

## Liste d'espèces
Selon World Register of Marine Species (27 juin 2015) et ITIS (27 juin 2015), Confluphyllia ne comprend que l'espèce suivante :
- Confluphyllia juncta Cairns & Zibrowius, 1997